# Докса (эсминец)
Эскадренный миноносец Докса (греч. Δόξα — слава) — корабль греческого флота начала 20-го века.

## Предыстория
После кратковременной и «странной» греко-турецкой войны 1897 года, были предприняты попытки реорганизации Вооружённых сил. Главным выразителем этой тенденции стал Горгиос Теотокис. Теотокис стал премьер-министром Греции 8 декабря 1905 года и сформировал правительство, где морским министром стал Константин Трикупис. Одной из первых акций нового министра стал огромный, для Греции, заказ 8 эсминцев. Первоначально предполагалось разместить заказ всех 8 эсминцев на верфи Yarrow, в Лондоне, бывшей тогда пионером в строительстве эсминцев. То что заказ был разбит на две части и строительство 4-х эсминцев, с характеристиками близкими к английским (типа Тиэлла), было размещено на германской верфи AG Vulcan Stettin, некоторые греческие исследователи объясняют не столько предыдущими заказами флота этой верфи, сколько вмешательством командующего вооружёнными силами наследного принца Константина, который не оставил вне сделки брата своей жены Софии — кайзера Германии Вильгельма II.

## Строительство
Строительство серии 4 эсминцев (типа Ники) было произведено в период 1905—1906 годов. Корабль получил имя Докса. Другие корабли класса получили имена Аспис, Велос и Ники.

## Балканские войны
Корабль принял участие в Балканских войнах 1912—1913 годов, под командованием капитана А. Хадзикириакоса.
3 (16) декабря 1912 года, «Докса», в составе греческого флота, ведомого флагманом броненосным крейсером «Авероф», под командованием адмирала Кунтуриотиса, принял участие в греческой победе над турецким флотом у Элли.
В последовавшей греческой победе над турецким флотом у Лемноса «Докса» не принял участие, поскольку вместе с «Тиэлла», «Логхи (эсминец)» и «Велос» патрулировал между островами Хиос и Псара.
В марте 1913 года после убийства в македонской столице короля Георга «Докса» сопровождал наследного принца Константина на его пути из Эпирского фронта в Афины.

## Первая мировая война
В октябре 1916 года корабль был конфискован Антантой, по причине первоначального нейтралитета Греции и был передан французам. 27 июня 1917 года эсминец, под французским флагом и с французским экипажем, сопровождая конвой, был потоплен германской подводной лодкой UB-47, недалеко от Мессинского пролива 38°08′ с. ш. 15°35′ в. д., в результате чего погибли 29 членов экипажа.
После того как Греция вступила в октябре 1917 года официально в войну на стороне Антанты и по окончании войны, греческий флот получил от союзников, в качестве компенсации за «Доксу» австрийский эсминец «Ulan», который был переименован в «Смирна».

## Наследники
- Докса II (эсминец) типа Gleeves. Вошёл в состав флотав 1950 году.
- Докса (канонерская лодка) типа Thetis-Klasse 420. Вошла в состав флота в 1991 году.